# Раудсепя
Раудсепя (ест. Raudsepä) — село в Естонії, входить до складу волості Риуге, повіту Вирумаа.